# طوقه (گیاه)
طوقه یا تاج ریشه (به انگلیسی: Root crown)، که همچنین به عنوان یقه ریشه یا گردن ریشه شناخته می‌شود، بخشی از سیستم ریشه است که از آن ساقه ایجاد می‌شود. از آنجایی که ریشه‌ها و ساقه‌ها کالبدشناسی آوندی کاملاً متفاوتی دارند، تغییرهای عروقی عمده در این نقطه رخ می‌دهد.
تعدادی از آفات و بیماری‌ها به‌طور خاص این بخش از گیاه را تحت تأثیر قرار می‌دهند، از جمله پوسیدگی طوقه ریشه (یا قارچ طوقه ریشه) و تعدادی از گونه‌های سرخرطومی طوقه‌بر.